# Llengües del Charente
| País Charente Llemosí (occità) País Charente Llemosí (llengua d'oïl: peitoví) Charente occitanòfon fora del País Charente Llemosí Occitània fora Charente (Viena, Alta Viena, Dordonya) Altres zones de llengua d'oïl (saintongès / peitoví) |

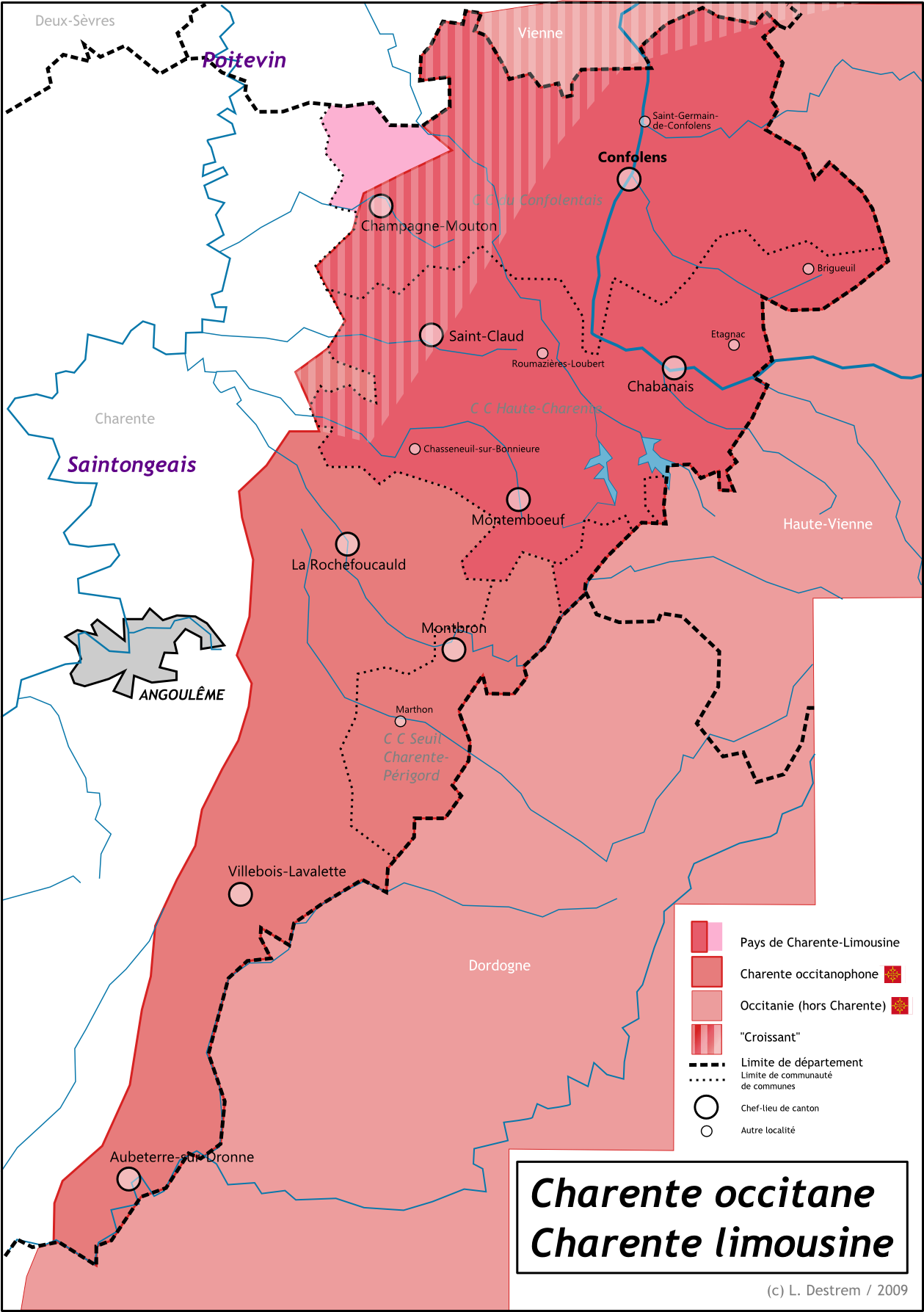

Les llengües parlades al departament francès del Charente són varietats de l'occità i de les llengües d'oïl. Aquest departament, situat a la regió francesa de Poitou-Charentes, és travessat per la frontera lingüística entre l'occità i les llengües d'oïl. A l'est l'occità hi és representat pel llemosí i un parlar de transició, el marquès, i a l'oest les llengües d'oïl saintongès al centre i peitoví al sud.

## Zona de llengua d'oïl
El peitoví-saintongès és una llengua d'oïl amb dues varietats.
La zona lingüística d'oïl, domini del peitoví-saintongès, és dividida alhora entre una gran zona lingüísticament saintongesa i una zona petita lingüísticament peitovina.

### Àrea saintongesa

Àrea lingüística del saintongès

El saintongès ocupa la zona oest i sud, molt més àmplia (que comprèn Chalais, Barbezieux, Angulema, Jarnac, Cougnat). Tot i que sovint rep l'apel·latiu de patois charentais amb connotacions pejoratives, ha donat lloc a una important producció literària i artística, destacant en els darrers anys els Binuchards i llur rock charentais (Olà buffé el més conegut).

### Àrea peitovina
El peitoví ocupa la petita zone nord-oest, (que comprèn la major part del Ruffécois: cantons de Villefagnan, Ruffec, oest del de Mansle, nord del d'Aigre; endemés del petit sector d'oïl del marge oriental del Confolentès : Le Bouchage, i Pleuville - en part -).
Alguns també anomenen com a patois charentais la parla peitovina del sector.
El límit amb el saintongès és forá gradual, però hom considera que se situa al bosc de la Boixe, més al sud d'Aigre (antic bosc d'Argenson), per dirigir-se cap a l'oest al nord de Matha.
El límit amb el creixent és també gradual. El peitoví s'occitanitza lleugerament amb el seu contacte, que s'effecta a la zona B del mapa de Tourtoulon i Bringuier, vers Aunac, Couture, Saint-Gourson, est de Saint-Gervais, Chassiecq, oust de Champagne-Mouton, Vieux-Ruffec, Le Bouchage, Benest i Pleuville.

## Zona de llengua d'oc

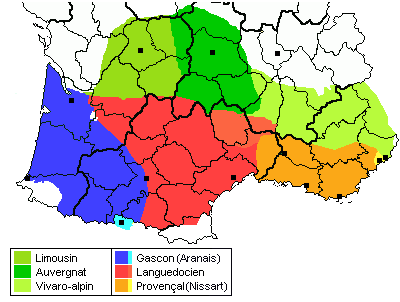
La zona del llemosí (en verd) i la Charente

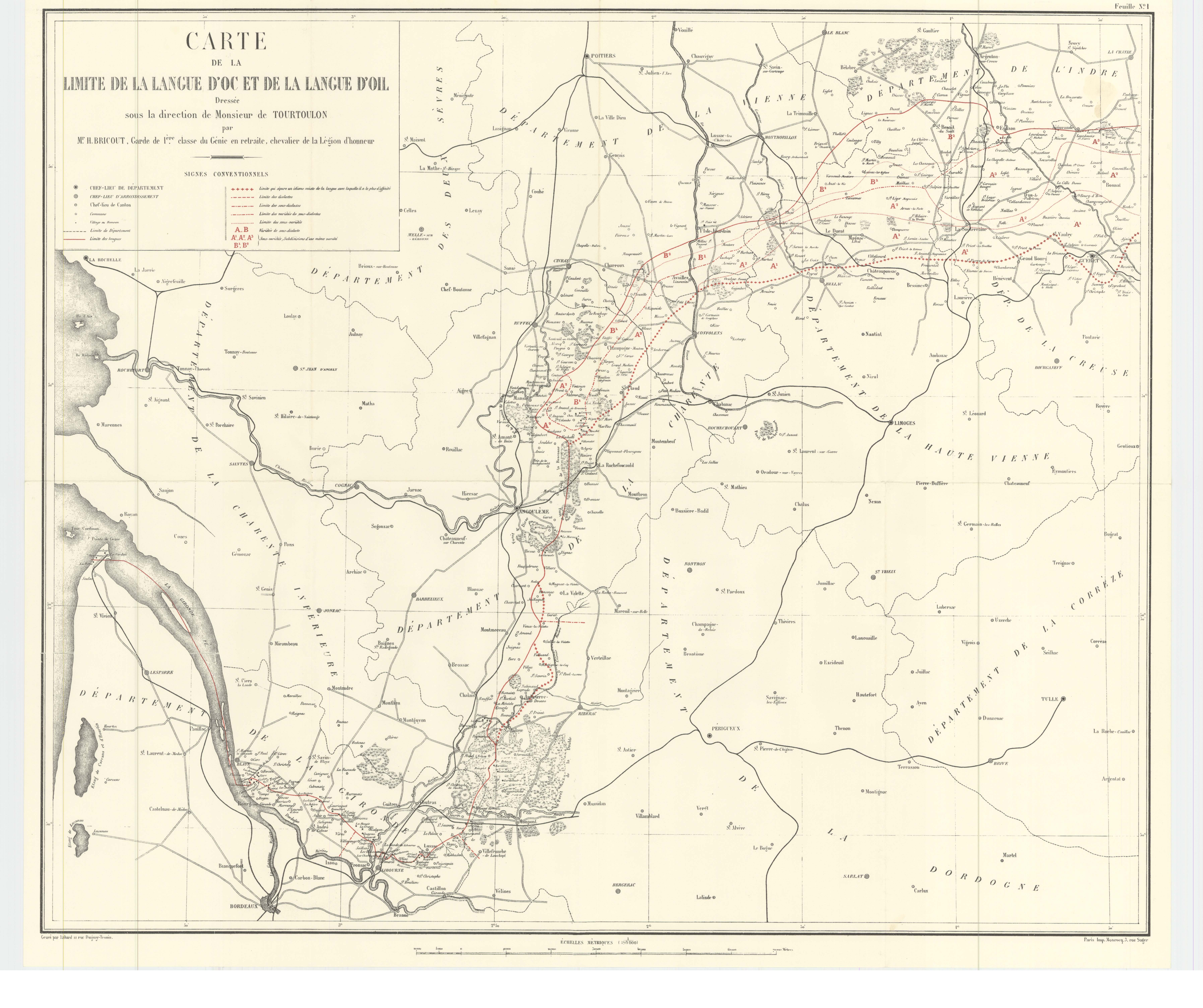
Mapa de Tourtoulon i Bringuier, 1875

### Àrea llemosina
Comprèn a l'est, la zona entre Aubeterre, Vilabòsc-La Valeta, Montberol, La Rochefoucauld, Sent Claud, Champanha Molton, Confolent pertany al domini occità (varietat nord-occità i més concretament llemosí).
A vegades la zona es coneix com a Charanta peirigordiana o Charanta Lemosina o més exactament Charanta Occitana. De fet la Charenta occitana inclou la Charanta llemosina, situada més al nord-est del departament al voltant de Confolent, el marge oriental de l'Angoumois i una franja al sud-est del departament que limita amb la Dordonya. Aquesta zona se situa a la frontera nord-oest d'Occitània.
La frontera lingüística oc/oïl també és detallada a l'Estadística monumental del Charente:
| « | Límit dels dialectes - El límit que separa el país de llengua d'oc del de llengua d'oïl comença al departament de Charente, en la part meridional, entre les comunes de Bazac i d'Essards, passa prop de St-Martial-de-Coulonges, arran dels turons que separen el pendent de la Lizonne del de la Tude fins a Chavenac i Julhaguet. A continuació passa entre Charmant i Magnac, entre Fouquebrune i Villars, entre Dirac i Dinhac, entre Garat i Bouëx, fins al bosc de la Braconne qui es troba totalment en país d'oc. Sortint del bosc, la línia passa entre Jauldes i Agris, entre Coulgens i la Rochette, entre Sainte-Colombe i Sent Mari, entre Valence i La Tascha, entre Ventouse i Cela Froïn, entre Saint-Gourson i Chapciec, entre Saint-Gervais i Champanha Molton, entre Benays i Alloue, i surt del departament entre Chatain i Pleuville. Aquest límit és força marcat a tota l'extensió del departament, al punt que les comunes que parlen francès mantenen gairebé el purisme del llenguatge. | » |

### Àrea creixent
El límit detallat per l'abat Michon es va tornar a examinar alguns anys més tard, el 1873, per Charles de Tourtoulon i Olivier Bringuier, dirigits per la Société pour l'étude des langues romanes dependant del ministeri d'instrucció pública, dels cultes i les belles arts.
El límit lingüístic s'ha mantingut igual, però ha variat a la part nord. Efectivament, aquest nou estudi ha tingut en compte una nova zona intermediària, creixent lingüístic entre les llengües d'oc i d'oïl, anomenat marchès o marchois, que es troba al sud-oest vora de La Rochefoucauld i es va en estenent cap al nord fins Sant Claud i Champanha Molton, entre les zones del peitoví i del llemosí.
D'altra banda, l'abat Michon passà per alt que hi havia un exclavament de parlar marchès més a l'oest fins a Nanclars i Saint-Sulpice-de-Ruffec, nez que forma un cap entre el parlar saintongès al sud-oest i peitoví al nord.
El mapa de Tourtoulon i Bringuier distingeix més zones dins el creixent marquès, en particular zones oïl amb domini oc (zona B, amb variants B1 i B2), i oc amb domini oil (zona A, amb variants A1,A2,A3). El parlar marchès és una veritable parla híbrida, com l'occità septentrional però en menor escala.
El límit oc-oil no és pas definit al nord de La Rochefoucauld però hom pot admetre que se situa entre les zones A i B del marchois. Aquest límit passa doncs al nord-oest de La Rochefoucauld, entre Jauldes (oil, saintongès) i La Rochette (A), envolta Sainte-Colombe, Saint-Angeau, Saint-Amant-de-Bonnieure, Valence i Ventouse (B) per formar una punta sobre Coulgens, Nanclars, Saint-Ciers (le Châtelard), Puyréaux (en part), Mouton (en part), Couture (en part), oc dominants en oil (A). Cap al nord, aquest límit separa ara el peitoví del marchès. Passa a l'est d'Artenac, passa a La Tâche, entre Ventouse i Cellefrouin, a Beaulieu, entre Chassiecq (zona mixta) i Parzac, a Turgon, Champanha Molton en part, Saint-Coutant, Espeneda. Pleuville, Benest són a zona marchesa, però en zona de domini d'oil (B).
D'acord amb els estudis del segle xx, aquest promontori hauria estat més directe cap a l'oest i englobaria també Villejoubert i Saint-Amant-de-Boixe el 1913. Però serà completament reabsorbit al llarg del segle XX i Coulgens es mantindrà en zona d'oil, igual que Nanclars, Villejoubert, Aussac, Saint-Ciers, etc. (La Rochette resta dins domini marchès).
Quant al lìmit entre el llemosí i el marchès, passa entre La Rochette (marchès) i Agris (llemosí), després a Sent Mari, després entre Sant Claud i Lussac, també just a l'est de Saint-Laurent-de-Céris, al nord-oest d'Ambernac, i entre Iessa i Lessac, i al nord d'Azac.

## L'engolmesí
També cal notar que, de fet, el parlar occità del sud de Charente és una parla híbrida, com el marchès, i les dotze comunes afectades (Les Essards, Pillac, Montignac-le-Coq, Bonnes, Saint-Martial, Saint-Séverin, Aubeterre, Nabinaud, Laprade, Saint-Romain), i dues comunes a Dordonya (Chanaur i Puei Mangor) anomenen la seva llengua angoumoisin, 
| « | et le distinguent du saintongeois en usage à l'ouest de cette région, aussi bien que du périgourdin, ou comme on dit dans le pays, du périgord parlé à l'est. | » |

. Més al nord, Palluaud i Salles-Lavalette es troben a la zona llemosina. La comuna de Juillaguet forma un petit enclavament de parla mixta.
És possible que el que s'anomena marchés al nord d'Angulema a Coulgens i engolmesin al sud són de la mateixa varietat dialectal, vestigi de la parla local davant l'avançament de la llengue d'oïl, llengua que es parla a Corlieu, i on l'abat Michon va trobar-ne les traces als les arxius d'Angoulema. De fet, es troba lluny geogràficament de la Marca llemosina que comença a Confolent.